# Jacques Biny
Pour les articles homonymes, voir Biny.
Jacques Biny, né le 10 juillet 1913 à Valence (Drôme) et mort le 7 octobre 1976 dans le 19ème arrondissement de Paris, est un designer français de luminaires. Il conçoit et édite ses propres modèles par l’intermédiaire de sa société "Luminalite" à Paris qu’il dirige de 1953 à 1976.

## Biographie
Jacques Biny est le fils de Fernand Biny, entrepreneur staffeur-ornemaniste, installé à Valence (Drôme) et frère de Maurice Biny, architecte DPLG, qui participe activement à la reconstruction d’immeubles et d’édifices dans la Drôme.
Jacques Biny intègre, après ses études secondaires en 1932, l'École nationale supérieure des arts décoratifs à Paris et obtient son diplôme en 1935.
Parallèlement, dès 1932, il s'intéresse au luminaire et dessine des appareils d'éclairage indirects qui sont intégrés aux travaux de staff de son père Fernand Biny.
Pendant 12 ans, (1936 à 1948), il pratique à Valence la profession de décorateur en architecture intérieure d’appartements. Pour avoir, plus jeune, travaillé avec son père, il a une parfaite connaissance du bâtiment - plus particulièrement du second œuvre - et une expérience approfondie de la surveillance des chantiers.
Jacques Biny quitte Valence pour Paris, en 1950, et se spécialise alors dans la conception d’appareils d’éclairage fabriqués dans des matériaux divers : laiton, aluminium, métal laqué et plus tard plexiglas (perspex). C’est la société Omnialux qui édite ses premiers modèles que Jacques Biny expose à la Foire de Paris en 1950. L’année suivante, en 1951, Jacques Biny s'installe en tant que concepteur au 31 rue de Mogador Paris 8e et fait fabriquer ses modèles par la société Kobis et Lorence domiciliée 12, rue du Pont-aux-Choux Paris 3e.
En 1953, il décide de devenir son propre éditeur et crée la société Luminalite, rue de la Folie Régnault Paris 11e. Cet atelier fonctionnel comprend une superficie qui lui permet de répondre aux nombreuses commandes publiques et aux salons nationaux.
L’entreprise Luminalite reste sous le contrôle de Jacques Biny jusqu'à son décès en 1976. La maison Cheret, ayant racheté le fonds de commerce, poursuit partiellement l'exploitation et honore quelques commandes dans la tradition de Luminalite de 1977 à 1982 environ.

## Carrière
Sa collection comprend des luminaires fonctionnels pour tous les usages : appliques murales, hublots, spots, appliques de chevet, lampes à terre, lampes de bureau, lampes d’ambiance et s’adresse aussi bien aux particuliers qu’aux collectivités : hôtellerie, administrations, facultés, résidences universitaires, cliniques et hôpitaux.
Parallèlement, sur la demande d'architectes et de décorateurs, il conçoit des combinaisons originales de luminaires dans certains édifices nationaux : la Préfecture de Valence (Drôme), l'Église Sainte-Madeleine du Pouzin (Ardèche), les cités universitaires de Nanterre et d'Antony (Hauts-de-Seine), des bâtiments de la C.N.R.O, les Chantiers de l'Atlantique de St Nazaire (Loire-Atlantique).
Enfin, il est aussi éditeur de designers connus comme : Michel Buffet, Boris Lacroix, Pierre Disderot, Charles Ramos, Gustave Gautier, Roger Landault, Louis Baillon.

### Jacques Biny créateur
Avec son atelier Luminalite, Jacques Biny se consacre à la conception et réalisation d’appareils contemporains pour des utilités spécifiques : appliques de chevet, hublots, plafonniers, pendentifs, appliques murales, lampes d’ambiance à poser, lampes de bureau, lampes à terre… Cette création comporte une collection de près de 400 appareils uniquement recensés à partir des catalogues Luminalite sans compter les modèles créés sur-mesure à la demande.
Ses créations se distinguent par leur double effet de diffusion et de réfraction ainsi que le caractère novateur des matériaux utilisés  métal (laqué, perforé, cintré...) et le Perspex.
La création d’une grande diversité d’appliques de chevet, dès 1954 (références 212 - 239….), lui permet de résoudre les problèmes de l’éclairage au lit, en particulier, sans déranger son voisin. La création en 1957 du premier spot pour lire au lit (référence 243) est améliorée en 1968 par la fabrication du Babispot (référence 443) à réflecteur optique.
En ce qui concerne les hublots qui conviennent à l’éclairage des pièces à plafond bas, ils permettent des combinaisons originales diverses soit en alternant deux modèles, soit en utilisant le même appareil dans des diamètres différents, soit encore en les alternant avec les appareils encastrés.
Les plafonniers répondent à différents principes : certains, à paroi obscure, projettent une lumière directe plus ou moins concentrée (références 260 - 262 - 337 par exemple), d’autres diffusent une lumière ambiante et indirecte (référence 296) ou combinent ces différents modes d’éclairage.
Les pendentifs, divers par leurs formes et leurs effets lumineux, peuvent être utilisés soit isolés, soit en ligne sur réglette, soit groupés sur platine à des hauteurs différentes (références 234 - 275…).
Quant aux appliques murales et les lampes d’ambiance à poser, elles constituent pour Jacques Biny, l’élément de base de l’éclairage d’une pièce en créant un jeu d’ombres et de lumières et contribuent ainsi à l’intimité et au confort (références 193 - 219 - 224 - 299…). Dans cette rubrique, les tables lumineuses basses (références 401 et 402), réalisées en Altuglas diffusant blanc, apportent dans une pièce une touche extrêmement intime.
Pour les lampes de bureau, leur hauteur doit être prévue pour éviter toute fatigue visuelle : l’œil ne doit percevoir ni la source lumineuse, ni la brillance intérieure du réflecteur (références 238 - 258 - 264 - 303 - 439…).
Enfin, les lampes à terre (désignés communément lampadaires) qui apportent, partout où cela est nécessaire, l’appoint d’éclairage désiré, sont équipés d'un piétement lesté contribuant à leur stabilité (référence 265 par exemple).
Le style des luminaires de Jacques Biny se caractérise par une sobriété et une pureté des lignes : il utilise principalement de la tôle, souvent perforée, soigneusement pliée, laquée noire et blanc parfois en couleur ainsi que de l’altuglas et parfois des lentilles focalisantes. Sa recherche constante de l’efficacité et de la fonctionnalité du luminaire l’amène à utiliser des matériaux de qualité jusqu’au moindre détail. Ses appareils peuvent être déclinés, selon la demande, en différentes versions : alu brossé, anodisé ou laqué (noir et blanc ou couleurs), selon une taille différente, avec des paralumes différents…
Par ailleurs, Jacques Biny s’intéresse aux besoins d’éclairage des collectivités : en particulier les secteurs hôtelier et hospitalier pour lesquels il crée respectivement un bandeau lumineux autonome et une applique Hopcli multifonctions qui réunit l’éclairage lecture, l’éclairage examens, l’éclairage soins de nuit et l’éclairage de veille et de guidage.
Il expose sa collection à différents salons ou expositions : Foire de Paris - Triennale de Milan - Salon des arts ménagers - Salon des artistes décorateurs - Formes Utiles (Issues de l’Union des artistes modernes) - Salon du Luminaire - Salon du Meuble - Salon Equip’Hôtel - Batimat. Il participe à des concours qui lui rapportent certaines distinctions..
Par ailleurs, Jacques Biny crée des spots d'éclairage pour le compte de la société Lita.
Ainsi, Luminalite prend rapidement de l’essor pour employer, dès 1960, une dizaine de salariés puis, dès 1965, une vingtaine et ce, jusqu’en 1976.

### Du sur-mesure pour le compte de décorateurs, d’architectes et de bureaux d’études
En tant que membre du C.A.I.M (Créateurs d’Architecture Intérieure et de Modèles) créé par Jacques Hitier en 1963, Jacques Biny entretient des contacts étroits avec des professionnels qui reconnaissent son savoir-faire dans le domaine de l’éclairage, élément capital de la décoration. Ainsi de nombreuses agences d’architecture, bureaux d’études et décoration intérieure mais aussi des départements techniques ou bâtiments de groupes réalisant de grands travaux : Caisse Nationale de Retraite Ouvrière du Bâtiment (CNRO), Chaîne Frantel, Chaîne PLM, etc. s'adressent à la société Luminalite pour l'étude de projets spécifiques.
Jacques Biny collabore notamment avec des décorateurs comme Jacques Hitier et Robert Ducrocq et s'investit sur le marché des collectivités.
Jacques Biny se spécialise dans la réalisation d’études pour un maître d’œuvre (architecte, décorateur ou bureau d’études) d'un projet de luminaire jusqu’à sa réalisation définitive. Dans le cadre de cette prestation, dans une première phase, Jacques Biny recherche des idées sur plans et met au point le projet de base du maître d’œuvre. Dans une deuxième phase, après approbation de ce dernier, il réalise l'avant-projet du projet définitif (comprenant le descriptif estimatif et une série de plans) et des dessins d’exécution pour l’atelier de fabrication. Enfin, il réalise l'étude de la fabrication en atelier en collaboration avec son contremaître qui met au point le prototype.
Ainsi, Jacques Biny exécute, grâce à sa société Luminalite, des luminaires en pièces uniques. En 1962, il participe au projet architectural mené par son frère Maurice Biny et par Georges Goldfard pour la construction de la préfecture de la Drôme à Valence en réalisant tout l'éclairage. Le plafond lumineux de 93 m2 de la pièce d’apparat et les lustres monumentaux sont visibles au public lors des journées annuelles du Patrimoine.
Pour les besoins de grandes chaînes hôtelières comme Frantel, il équipe toutes les chambres de bandeaux lumineux continus permettant de créer une ambiance éclairante personnalisée.

### Jacques Biny, également éditeur de jeunes designers
Jacques Biny exécute, après adaptation, la réalisation de modèles de nombreux créateurs CAIM (Créateurs d’Architecture intérieure et de Modèles) : Michel Buffet, Gustave Gautier, Boris Lacroix, Pierre Disderot[Interprétation personnelle ?], Charles Ramos, Robert Mathieu[Interprétation personnelle ?], Roger Landault et Louis Baillon.
En 1954-1955, il réalise l’édition de luminaires dessinés par Michel Buffet dont le plus connu est l'applique murale B206. À cette époque, Jacques Biny et Michel Buffet s'intéressent au système de réflexion par des feuilles de métal,,.
Entre 1957 et 1960, il édite une collection de lampes à terre signée Gustave Gautier : notamment les références 227- 249 - 257.
Durant la période 1960-1965, Jacques Biny édite une collection signée Boris Lacroix de lampes à terre (références 308 - 315 - 317) mais surtout d’appliques murales (références 305 - 306 - 311 - 313 - 314 et 318) et de lampes d’ambiance à poser (300 - 301 - 302 - 316).
En 1962, il édite l'applique de chevet référence 279 dessinée par Roger Landault qui connait un réel succès.
Enfin, de façon intermittente, il collabore avec Charles Ramos pour l’édition d’appareils (notamment le hublot référence 226 et des appliques murales références 213 et 229).
Globalement, les appareils édités représentent 15 % environ de l'ensemble de la collection de Luminalite.

## Expositions
En 2015, plusieurs galeries rendent hommage à son talent de créateur en organisant une succession d'expositions à Paris, commentée dans la presse : la galerie Meubles et Lumières,, la galerie Kreo et la galerie Pascal Cuisinier,.
Jacques Biny fait l'objet d'expositions monographiques, comme l'exposition Jacques Biny, Créateur/Éditeur, les luminaires des années 1950, inaugurée à Design Miami/Basel et poursuivie à Paris dans l'espace de la galerie Pascal Cuisinier, au 13 rue de Seine,,.
En outre, les pièces de Jacques Biny sont régulièrement exposées lors de salons de design internationaux tels que le PAD Paris et Londres ou Design Miami.

## Réédition
Depuis janvier 2018, certains modèles, édités par Luminalite, font l'objet de rééditions développées par la société DCW.

## Prix et distinctions
- Médaille de Bronze Société d’Encouragement à l’Art et à l’Industrie
- Sélectionné Triennale de Milan 1957
- Médaille de Bronze Equip’Hôtel 1960
- Sélectionné dans différentes expositions internationales : Hollande, Allemagne
- Sélectionné aux expositions de Formes Utiles 1953 -1964 -1968 - 1969
- 2e Prix concours Mazda à Equip’Hôtel 1961 pour l’éclairage miroir
- 1er Prix concours EDF à Equip’Hôtel 1971 pour l’éclairage de la chambre d’hôtel